# Günther Schramm
Günther Schramm (Potsdam, 18 februari 1929) is een Duits acteur, televisiepresentator, cabaretier en zanger.
Hij werd geboren als zoon van een arts en groeide in Hamburg op. Hij studeerde van 1950 tot 1951 aan de Staatliche Hochschule für Musik und darstellende Kunst Hamburg.
In 1952 kreeg hij zijn eerste contract; hij werd verbonden aan het literaire cabaret 'Die Buchfinken. Daarna volgens verschillende theaterrollen, hoofdzakelijk in Hamburg bij het Thalia Theater, het Junger Theater en de Hamburger Kammerspiele.
Sinds de vijftiger jaren was hij ook werkzaam als televisieacteur. Hij werd beroemd als medewerker van commissaris Keller in de rol van Inspektor Walter Grabert uit de televisieserie Der Kommissar. Hij speelde daarin onder meer samen met Erik Ode en Fritz Wepper.
Van 1973 tot 1981 was hij spelleider bij de ARD in de serie Alles oder nichts; van 1981 tot 1985 voor de ZDF met Erkennen Sie die Melodie?.
In 1958 trouwde hij met de actrice Gudrun Thielemann. Ze hadden beiden een kind uit een eerder huwelijk. Schramm een dochter, Cornelia (1955) en Thielemann een zoon, Andreas (1955). Samen kregen ze in 1959 nog een zoon, Stefan.
Van 1982 tot 2001 leefde Günther Schramm met zijn gezin op Vancouvereiland in Canada, waar hij zich aan grote hobby, het zeilen wijdde. Tegenwoordig wonen ze weer in München.
Zijn nieuwste rol is die van Philipp Bernauer op Das Traumschiff, waarvoor ook opnamen zijn gemaakt op de Maldiven.

## Filmografie (selectie)
- 1955: Die letzte Nacht der Titanic
- 1957: Draußen vor der Tür
- 1958: Sie schreiben mit
- 1958: Die Ausgestoßene
- 1958: Unser Herr Vater
- 1959: Die Caine war ihr Schicksal
- 1959: Zieh weiter, Pony
- 1959: Affäre Dreyfus
- 1959: Als geheilt entlassen
- 1960: Wer überlebt, ist schuldig
- 1960: Terror in der Waage
- 1960: Kreuze am Horizont
- 1960: Die Botschafterin
- 1961: Die ewige Flamme
- 1961: Er ging an meiner Seite
- 1962: Die glücklichen Jahre der Thorwalds
- 1962: Schneewittchen und die sieben Gaukler
- 1963: Der Privatsekretär
- 1963: Dame Kobold
- 1963: Sessel am Kamin
- 1963: Das Kriminalmuseum – Die Fotokopie (aflevering 4)
- 1964–1965: Unsere große Schwester (televisieserie, 13 afleveringen)
- 1963: Die fünfte Kolonne – Es führt kein Weg zurück (aflevering 1)
- 1964: Das Kriminalmuseum – Der Schlüssel (aflevering 12)
- 1964: Die fünfte Kolonne – Der Gast (aflevering 8)
- 1965: Mariana Pineda
- 1965: Kandidat Cormoran
- 1965: Willkommen in Altamont
- 1965: Unsterblichkeit mit Marschmusik
- 1965: Das Feuerzeichen
- 1965: Carrie
- 1965: Liebe nicht ausgeschlossen
- 1966: Der Fall Rouger
- 1966: Träume in der Mausefalle
- 1966: Kein Freibrief für Mord
- 1966: Intercontinental Express – Die Puppe mit dem Porzellankopf
- 1966: Oh, diese Geister
- 1966: Sie schreiben mit – Die Annonce
- 1967: Zur blauen Palette
- 1967: Gespensterquartett
- 1967: Großer Mann was nun?
- 1967: Frühling in Baden-Baden
- 1967: Lord Arthur Saviles Verbrechen
- 1967: Verräter (Dreiteiler)
- 1967: Dynamit in grüner Seide
- 1968: Die Lümmel von der ersten Bank – Zur Hölle mit den Paukern
- 1968: Graf Yoster gibt sich die Ehre – Auf Gegenseitigkeit (aflevering 20)
- 1969: Der verlogene Akt
- 1969: Bericht einer Offensive
- 1969: In einem Monat, in einem Jahr
- 1969–1976: Der Kommissar
- 1970: Luftsprünge – Die Après-Skikanone
- 1972: Grün ist die Heide
- 1972: Delikatessen
- 1972–1973: Algebra um Acht (meerdere afleveringen)
- 1975: Unter einem Dach (8 afleveringen)
- 1979: In freier Landschaft
- 1982: Das kann ja heiter werden – Die neue Polizeisirene
- 1995: Sascha darf nicht sterben
- 1999: Holstein Lovers
- 2000: Für die Liebe ist es nie zu spät
- 2000: Ruf der Vergangenheit
- 2002: Sehnsucht nach Sandin
- 2003: Die andere Eva
- 2003: Aus Liebe zu Deutschland – Eine Spendenaffäre
- 2004: Inga Lindström – Begegnung am Meer
- 2004: Das Bernstein-Amulett
- 2005: Auf den Spuren der Vergangenheit
- 2005: Ums Paradies betrogen
- 2006: Lilly Schönauer – Liebe hat Flügel
- 2007: Kreuzfahrt ins Glück – Hochzeitsreise nach Burma
- 2007: Fjorde der Sehnsucht
- 2007–2013: Forsthaus Falkenau
- 2008: Das Geheimnis der Wolfsklamm (Couchkino/Tirol/Kramsach)
- 2008: Das Traumschiff – Kilimandscharo-Malediven-Indien
- 2009: Geld.Macht.Liebe (2 afleveringen)
- 2011: SOKO 5113 – Für die gute Sache
- 2011: Die geerbte Familie
- 2017: SOKO 5113 – Tanz der junggebliebenen Herzen

## Gesynchroniseerde rollen

### Films
- 1957: Alec McCowen in In letzter Stunde als Alec Graham
- 1961: Philip O'Flynn in Der Goliath von Galway als Trapper
- 1964: Mickey Simpson in Sie nannten ihn King als „der Befreier“
- 1968: Dick Van Dyke in Tschitti Tschitti Bäng Bäng als Caractacus Potts
- 1987: Peter Gilmore in Die große Sehnsucht der Judith Hearne als Kevin O'Neill

### Series
- 1960–1964: Efrem Zimbalist jr. in 77 Sunset Strip als Stuart Bailey (2. Stimme)
- 1967: Lloyd Bochner in The Man from U.N.C.L.E. als Max Van Schreeten
- 1967: Pat Harrington jr. in The Man from U.N.C.L.E. als Guido Panzini
- 1968: Gary Miller in Simon Templar als Slater

## Hoorspelen
- 1952: André Maurois: Hofmachen und Eroberung – regie: Hans Rosenhauer
- 1952: Josef Martin Bauer: Der König von Albanien – regie: Fritz Schröder-Jahn
- 1952: Margarethe Herold: Das Gericht zieht sich zur Beratung zurück (aflevering: Alfred auf Trümmern) – regie: Gerd Fricke
- 1954: Rolf Becker: Gestatten, mein Name ist Cox (2e seizoen: 4e deel: Whisky auf nüchternen Magen) – regie: Hans Gertberg
- 1954: Fred von Hoerschelmann: Ich höre Namen – regie: Fritz Schröder-Jahn
- 1954: Dylan Thomas: Unter dem Milchwald (als regieassistent) – regie: Fritz Schröder-Jahn
- 1954: Alfred Andersch: Die Feuerinsel oder die Heimkehr des Kapitäns Tizzoni – regie: Fritz Schröder-Jahn
- 1954: Friedrich Dürrenmatt: Herkules und der Augiasstall – regie: Gert Westphal
- 1955: Renate Singhofen: Der Mann mit dem Schnupfen. Groteske – regie: S. O. Wagner
- 1955: Hermann Stahl: Der Freund des Mr. Lowden – regie: Gert Westphal
- 1955: Horst Mönnich: Prozeßakte Vampir (5e deel: Mr. Cross erzählt: Auf dem Grunde des Meeres) – regie: Hans Gertberg
- 1955: Hans Weigel: Angelica – bewerking en regie: Oswald Döpke
- 1955: Fred von Hoerschelmann: Fröhliches Erwachen – regie: Gert Westphal
- 1955: Willy Kleemann: Das Gericht zieht sich zur Beratung zurück (aflevering: Jutta und Michael) – regie: Gerd Fricke
- 1955: Hans Werner Richter: Pipapo – die Geschichte eines Drehbuchs – regie: Hans Gertberg
- 1955: Eva Lenk: Chancen nur für Aphrodite? Ein Spiel um Mauerblümchen und Schönheitskönigin – regie: Gerlach Fiedler
- 1956: E. C. Bentley: Trents letzter Fall – regie: Wolfgang Schwade
- 1956: Nikolai Gogol: Der neue Mantel – regie: Gert Westphal
- 1956: Walter Jens: Ahasver – regie: Fritz Schröder-Jahn
- 1956: Heilwig von der Mehden: Vor der Tür zum siebenten Himmel – regie: S. O. Wagner
- 1957: Albert Mähl: Julia un de Renaissance. Eine autobiographische Funkerzählung (dialecthoorspel) – regie: Hans Tügel
- 1957: Ernst Schnabel: Ein Abend mit Ovid (1e deel: Die Leidenschaftlichen) – regie: Ernst Schnabel
- 1959: Joachim Jomeyer: Spionage (8e deel: Der Dicke und die Tauben) – regie: S. O. Wagner
- 1960: Dorothy Leigh Sayers: Der Drachenkopf (Lord Peter Wimsey) – regie: Edward Rothe
- 1960: Hermann Bahr: Die Stimme – regie: Mathias Neumann
- 1960: Günther Weisenborn: Die silberne Sechs – regie: Mathias Neumann
- 1960: Harold Pinter: Eine Nacht außer Haus – regie: Fränze Roloff
- 1961: Hellmut Kleffel: Die Jagd nach dem Täter (aflevering: Mord auf Abruf) – regie: Gerda von Uslar
- 1961: Richard Hughes: Gefahr – regie: Ulrich Lauterbach
- 1961: Honoré de Balzac: Die rote Herberge – regie: Werner Hausmann
- 1962: Wolfgang Graetz: Die Nacht allein – regie: Mathias Neumann
- 1962: Harold Pinter: Der Hausmeister – regie: Martin Walser
- 1962: Ingeborg Schmidt: Blaufeuer – oder: Das hohe Gefühl – regie: Günter Siebert
- 1962: Ilse Aichinger: Besuch im Pfarrhaus – regie: Kraft-Alexander zu Hohenlohe-Oehringen
- 1962: Ephraim Kishon: Der Blaumilchkanal – regie: Horst Loebe
- 1962: R. Holl: Die Jagd nach dem Täter (Folge: Unter grünen Bäumen) – regie: S. O. Wagner
- 1962: Lawrence Durrell: Actis – bewerking en regie: Oswald Döpke
- 1962: Luigi Squarzina: Nah ist und schwer zu fassen der Gott – regie: Gert Westphal
- 1962: Roderick Wilkinson: Wie gut, daß Du ein Mordskerl bist. Praktische Hinweise über den Umgang mit allzu erfolgreichen Ehemännern – regie: Günter Siebert
- 1962: Paolo Levi: Spinnennetz – regie: Günter Bommert
- 1962: Nicolaus Hix: Die Jagd nach dem Täter (aflevering: Ich habe mich geirrt) – regie: S. O. Wagner
- 1963: Sergio Zavoli: Clausura oder Die Stimme der Frommen. Ein Gespräch mit Nonnen eines italienischen Klosters – regie: Wolfgang Schwade
- 1963: Kurt Heynicke: Auf Wiedersehen in der Rue de Pontoise – regie: Matthias Neumann
- 1963: Thornton Wilder: Liebe und wie man sie heilt – regie: Fritz Schröder-Jahn
- 1963: Hermann Moers: Das Wespennest – regie: Gert Westphal
- 1964: Géza Ottlik: Die Schule an der Grenze – regie: N. N.
- 1965: Der Kläger unter Anklage. Bertolt Brecht vor dem McCarthy Ausschuß – Protokoll des Verhörs am 30. Oktober 1947 in Washington – regie: Fritz Schröder-Jahn
- 1965: Peter Kersten: 43 Quartaner. Prag am 15. März 1939 – regie: Hans Jürgen Ott
- 1965: Ermanno Maccario: Der absurde Traum des Monsieur Tulipe – regie: Ulrich Lauterbach
- 1965: Arnošt Lustig: Prager Kreuzungen – bewerking en regie: Jiri Horcicka
- 1966: Walter Erich Schäfer: Die Nacht im alten Hotel – regie: Hans Bernd Müller
- 1967: Mark Clifton: Der Berg aus Quarz – regie: Heio Müller
- 1968: Berkely Mather: Ohne Dank zurück – regie: Fritz Schröder-Jahn
- 1969: Charles Maître: Hölle auf Erden – regie: Otto Kurth
- 1969: Hermann Freudenberger: Immer Ärger im Urlaub – regie: Otto Kurth
- 1969: Louis C. Thomas: Anonyme Briefe – regie: Hans Gerd Krogmann
- 1969: Jacob Zilber: Sprich dich aus – regie: Otto Düben
- 1970: Louis C. Thomas: Teuflisches Spiel – regie: Dieter Carls
- 1977: Hans Peter Preßmar: Bürger Z 56 00 31 B Drückt seinen Knopf nicht mehr – regie: Andreas Weber-Schäfer
- 1978: Elfriede Jelinek: Die Jubilarin – regie: Alexander Malachovsky
- 1987: Arthus C. Caspari: Die Gleichzeitigkeit der Vereisung oder haben Sie Shoa gesehen? – regie: Robert Matejka
- 1993: Dashiell Hammett: Zwei scharfe Messer – regie: Hartmut Kirste
- 1993: Hans-Peter Breuer: Ohrenschmaus oder Es ist Mitternacht, Herr Beurteiler – regie: Otto Düben